# Блуд (міфологія)

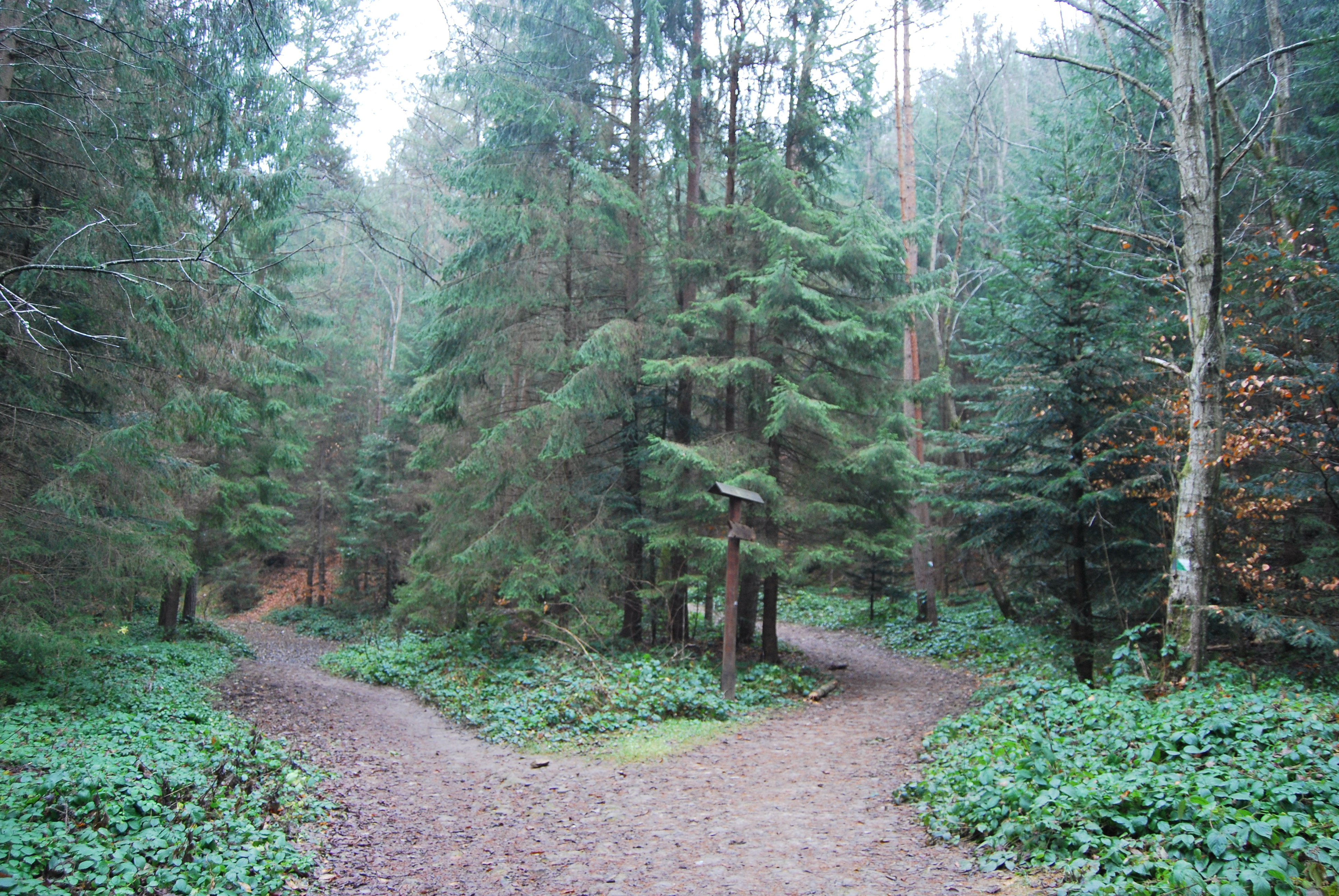
За переказами, блуд може чекати людей на роздоріжжях

Блуд — персонаж слов'янської міфології, зокрема й української, різновид нечистої сили, що вводить в оману подорожніх, змушує їх блукати, збиває зі шляху, заводить у небезпеку.
В переносному значенні блуд — неправильна, помилкова дія, думка, помилкове твердження, розпуста. Блудом ходити (іти) — блукати.

## Образ блуду
За переказами, блуд — це скинутий Богом з неба янгол (слуга Сатани). Інші янголи стали чортами, лісовиками, водяниками та іншою нечистою силою, коли впали на землю. Блуд не встиг приземлитися та завис у повітрі після того, як Бог промовив «Амінь». Відтак блуд чіпляється до кожного перехожого, який випадково доторкнеться до нього. Він змушує людину блукати, затьмарюючи розум, насилаючи оманливі видіння чи кличучи голосом. Здатен показати оманливе роздоріжжя, змушуючи людину вагатися куди йти. Вчепившись до неї, блуд водить людину до повного знесилення на одному місці або заводить у болото, воду, рів чи іншу пастку.
Блуд має здатність перевтілюватися на птаха, жінку, чоловіка, кота, собаку, світло тощо аби привернути увагу. Найчастіше чекає на подорожнього на роздоріжжі, в буреломі, в зігнутому чи поваленому вітром дереві. Може селитися в місці чиєїсь передчасної смерті. Блуда можна прикликати, необачно згадавши чорта, або з'ївши перед подорожжю забутий у печі хліб.

## Захист
Вважалося, що блуд не має влади над первістками та боїться молитви і хреста, а також ліщини, бо це дерево благословила Богородиця, й свяченої їжі. Серед численних захисних засобів проти блуду рекомендувалося знати день уродин і хрестин, пригадати, на який день припадав Святий вечір і які страви тоді подавалися або хто стояв праворуч від заблукалої людини, вивернути на собі одяг. Тим, хто заблукав, їдучи волами, радилось поскидати з них усе мотуззя.